# Russula cyanoxantha
Russula cyanoxantha (Schaeff.) Fr., Monographia Hymenomycetum Sueciae (Upsaliae) 2(2): 194 (1863).
La Russula cyanoxantha è una delle specie più comuni del genere in quanto cresce in abbondanza per un lungo periodo dell'anno in ogni tipo di bosco, è un fungo molto conosciuto e apprezzato dai raccoglitori.

Ha una grossa variabilità di colore, ma la si riconosce facilmente per la "lardosità" delle lamelle, cioè la sensazione di untuosità che trasmettono al tatto e per la scarsa frantumabilità delle stesse allo sfregamento con le dita.

## Descrizione della specie

### Cappello
4–15 cm di diametro, carnoso e duro, poi tenero, globoso, poi convesso, infine spianato, a volte un po' depresso al centro o imbutiforme.
Cuticolaparzialmente separabile (fino a metà), umida, lucida, brillante, poi asciutta ma sempre untuosa, rugosa, di rado screpolata (var. cutefracta), iridescente, con aspetto metallico, di colore estremamente variabile, nelle forme più comuni blu violetto, rosa-lilla, con qualche decolorazione giallina, grigio-verde, bruno-oliva.
Margine
sottile, prima involuto, poi ottuso regolare, liscio.

### Lamelle
Fitte, spesse, libere al gambo, di consistenza salda e lardacea al tatto, con scarse lamellule, bianche poi biancastre o leggermente azzurrognole, macchiate di bruno in vecchiaia specie sul filo, elastiche, alla manipolazione si piegano, ma non si frantumano.

### Gambo
4-10(12) x 1,6–5 cm, carnoso, sodo, pieno, poi spugnoso, cilindrico o ingrossato a metà, asciutto, pruinoso, poi rugoso, bianco o con lievi sfumature violette con macchie brune in vecchiaia.

### Carne
Spessa, soda, compatta e consistente, poi spugnosa, bianca a volte con macchie brunastre, con sfumature violacee sotto la cuticola, grigiastra all'essiccamento o dopo prolungata esposizione all'aria.
- Odore:  debole, gradevole e fungino.
- Sapore: molto gradevole, dolce di nocciola.

### Microscopia
Sporebianche in massa, ellittiche, con grosse verruche, 7-10 x 5-6,5 µm.
Cistidifusiformi.

## Habitat

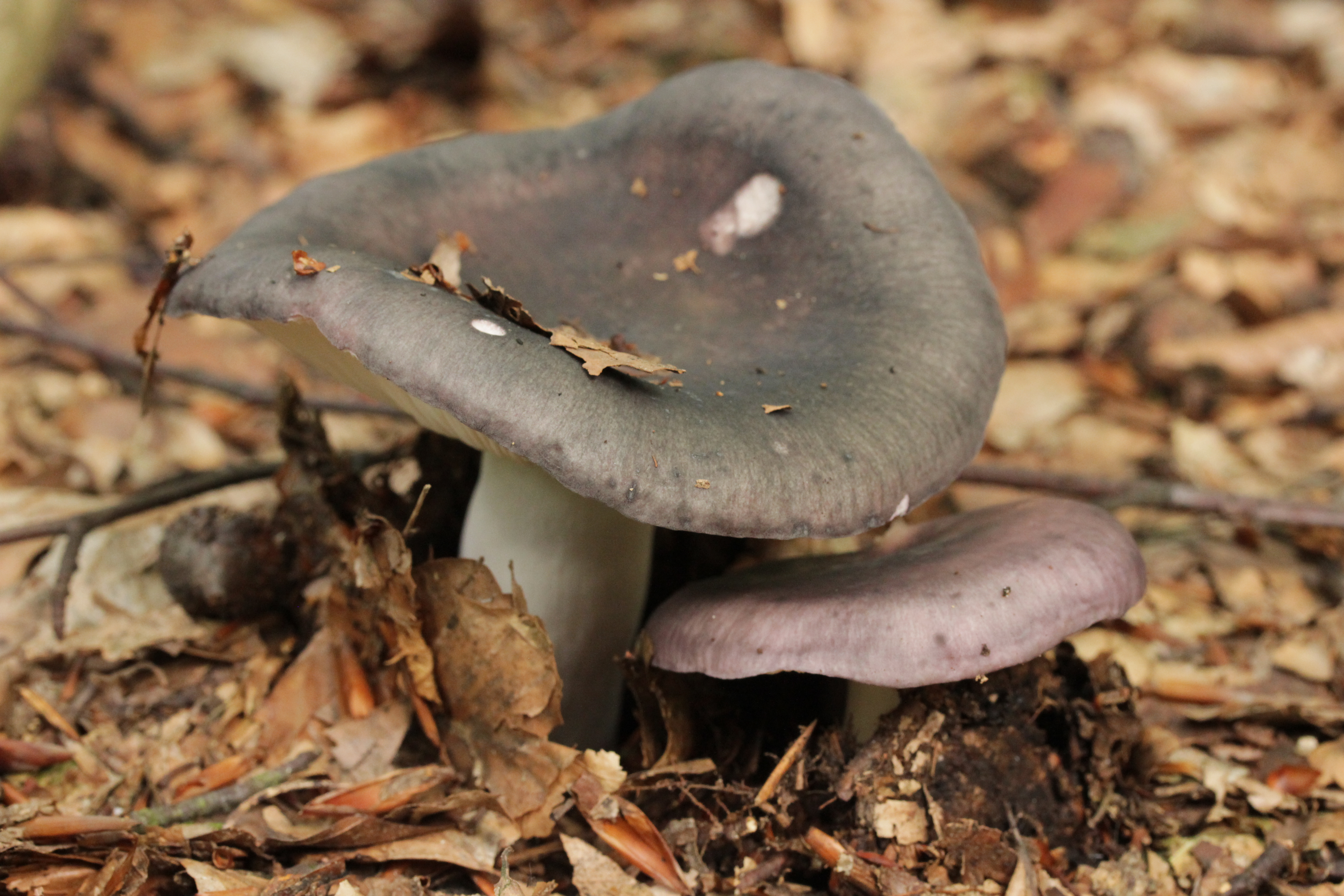
Russula cyanoxantha

Specie simbionte, molto comune, fruttifica isolato o a gruppi, in qualsiasi tipo di bosco (latifoglie o conifere), preferibilmente in terreno calcareo, da maggio fino all'autunno inoltrato.

## Commestibilità
Eccellente, è tra le Russule più apprezzate.

## Etimologia
Dal greco kuanòs = turchino e xanthòs = giallo, per il colore del carpoforo.

## Nomi comuni
- Colombina maggiore
- Russula maggiore
- Moreleto
- Russula o Rossella viola - Toscana, Aretino
- Bietta paonazza - Umbria
- Ruella - Lazio (Basso Lazio)
- Píngola (Appennino parmense)

## Sinonimi e binomi obsoleti
- Agaricus cyanoxanthus Schaeff., Fungorum qui in Bavaria et Palatinatu circa Ratisbonam nascuntur 4: 40 (1774)
- Russula cutifracta Cooke, Handbook of British Fungi: 993 (pl. 1040) (1884)
- Russula cyanoxantha f. cutefracta (Cooke) Sarnari, Bollettino dell'Associazione Micologica ed Ecologica Romana 10(no. 28): 35 (1993)
- Russula cyanoxantha f. pallida Singer, Z. Pilzk. 2(1): 4 (1923)
- Russula cyanoxantha f. peltereaui Singer, Z. Pilzk.: 15 (1925)
- Russula cyanoxantha var. cutefracta (Cooke) Sarnari, Bollettino dell'Associazione Micologica ed Ecologica Romana 9(no. 27): 38 (1992)

## Varietà
- Russula cyanoxantha var. flavo virdis: si distingue dalla specie tipo per la colorazione giallo-citrino.
- Russula cyanoxantha var. pelterei: si distingue dalla specie tipo per la colorazione verde-oliva.